# Agârbiciu, Cluj

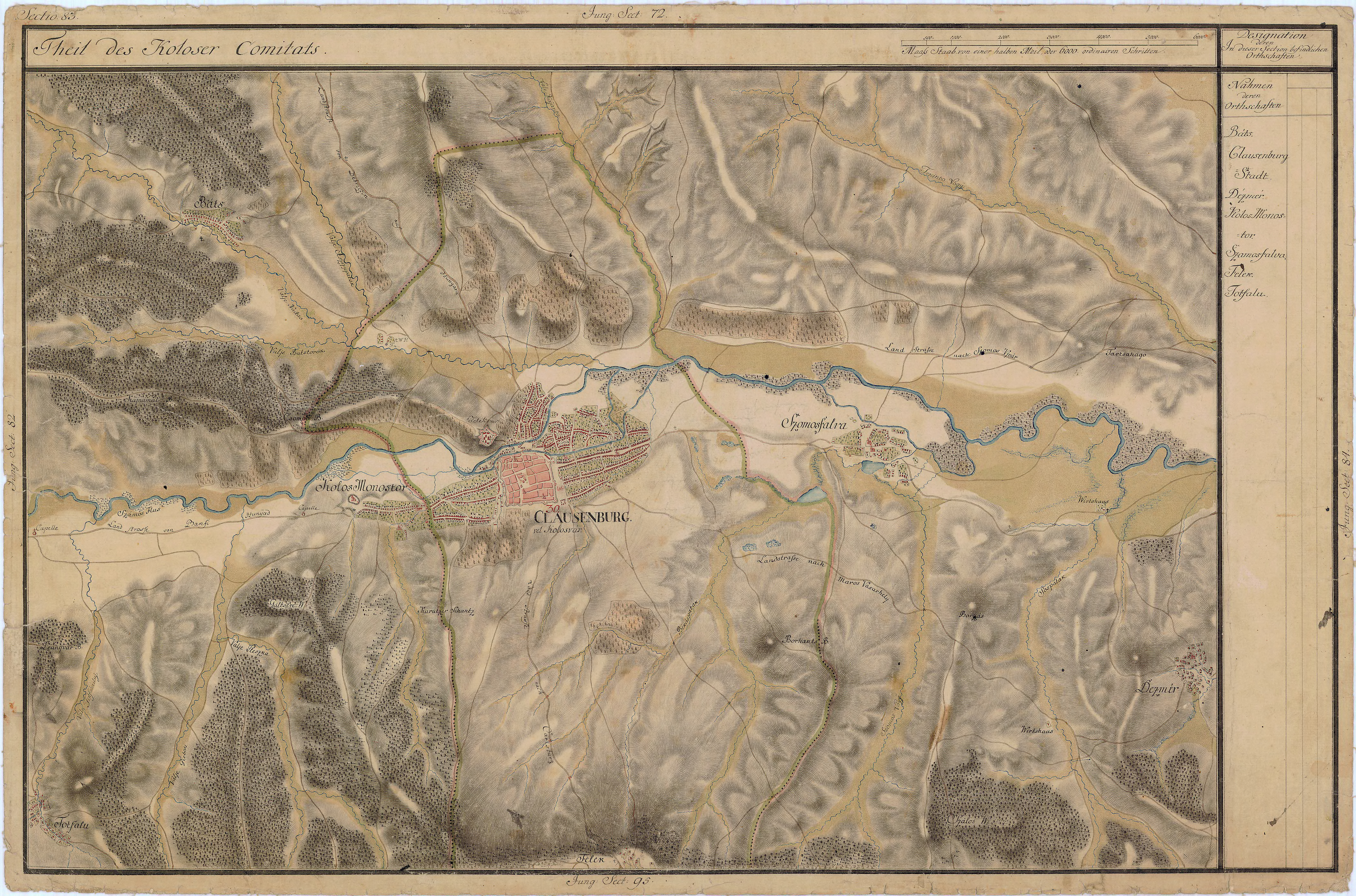
Agârbiciu pe Harta Iosefină a Transilvaniei, 1769-1773
(Sectio 082)

Agârbiciu (în maghiară Egerbegy) este un sat în comuna Căpușu Mare din județul Cluj, Transilvania, România.
Pe Harta Iosefină a Transilvaniei din 1769-1773 (Sectio 082), localitatea apare sub numele de „Egerbegy”.

## Istoric
În trecut, sat românesc, aparținând domeniului funciar din Gilău.

## Lăcașuri de cult
- Biserică românească din lemn din secolul al XVII-lea, unica din această zonă care mai păstrează fresce pe pereții exteriori, executate de maestrul Dimitrie Ispas din Gilău.

## Imagini

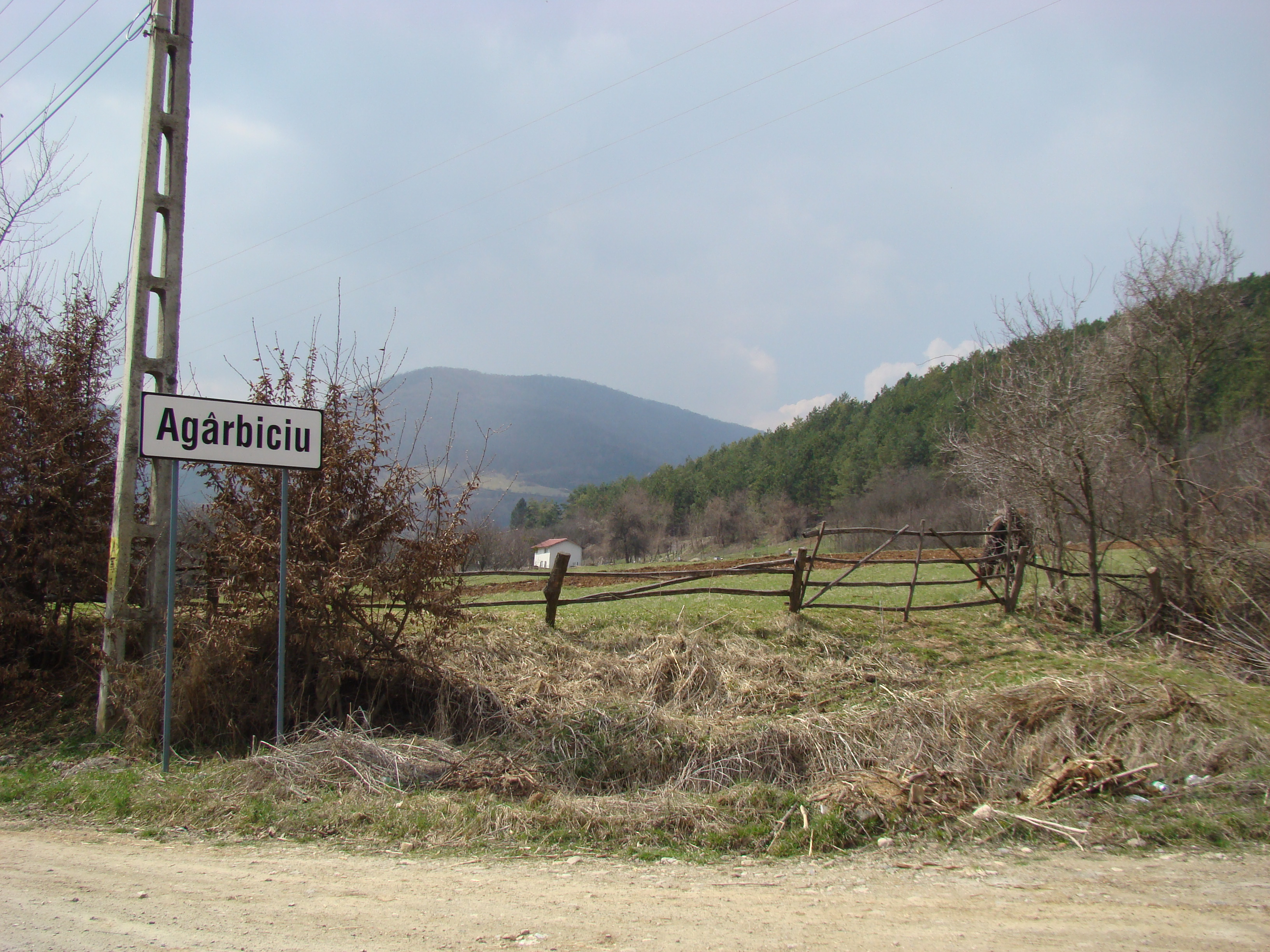
Intrarea în localitate
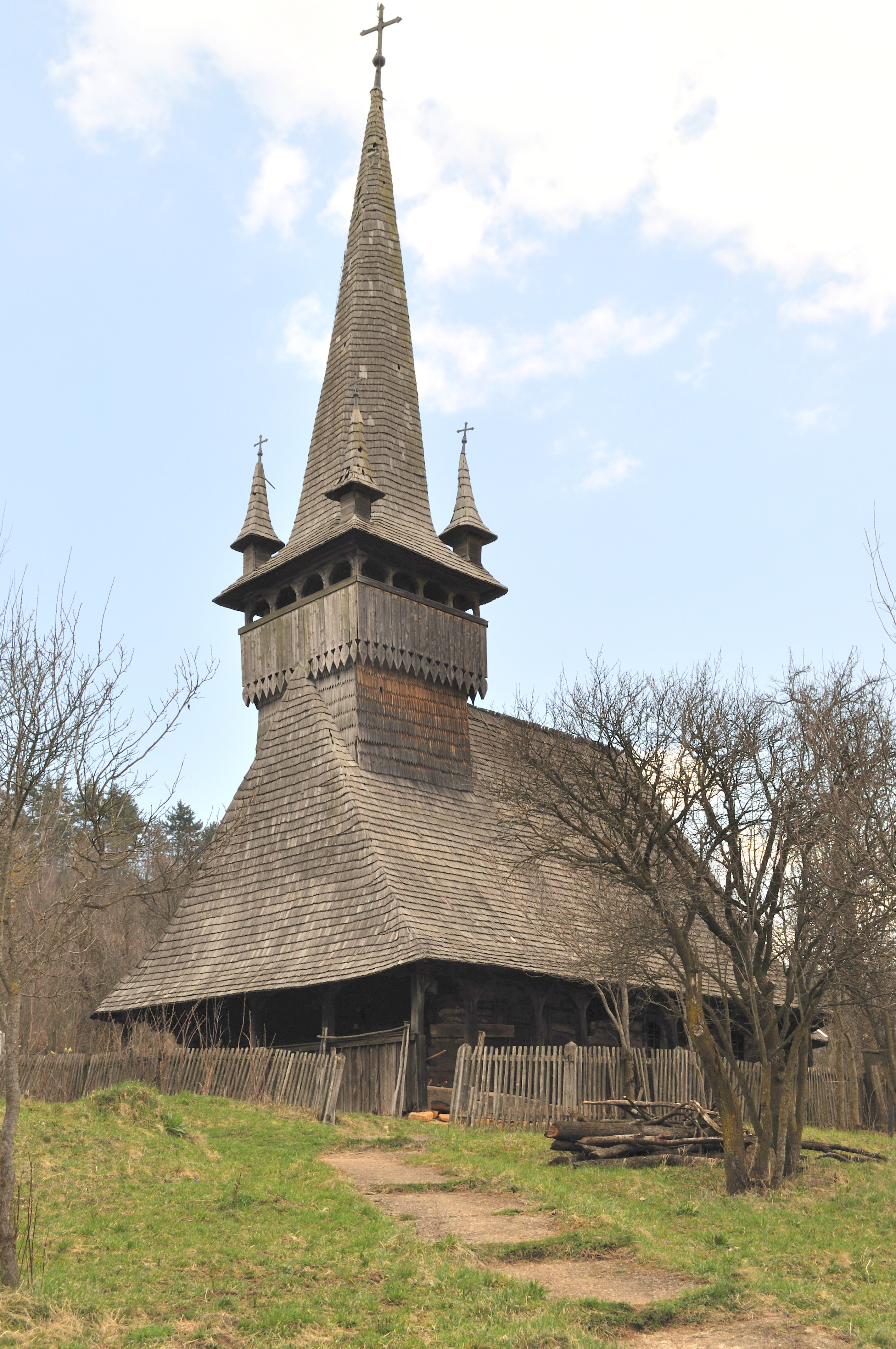
Biserica de lemn din Agârbiciu
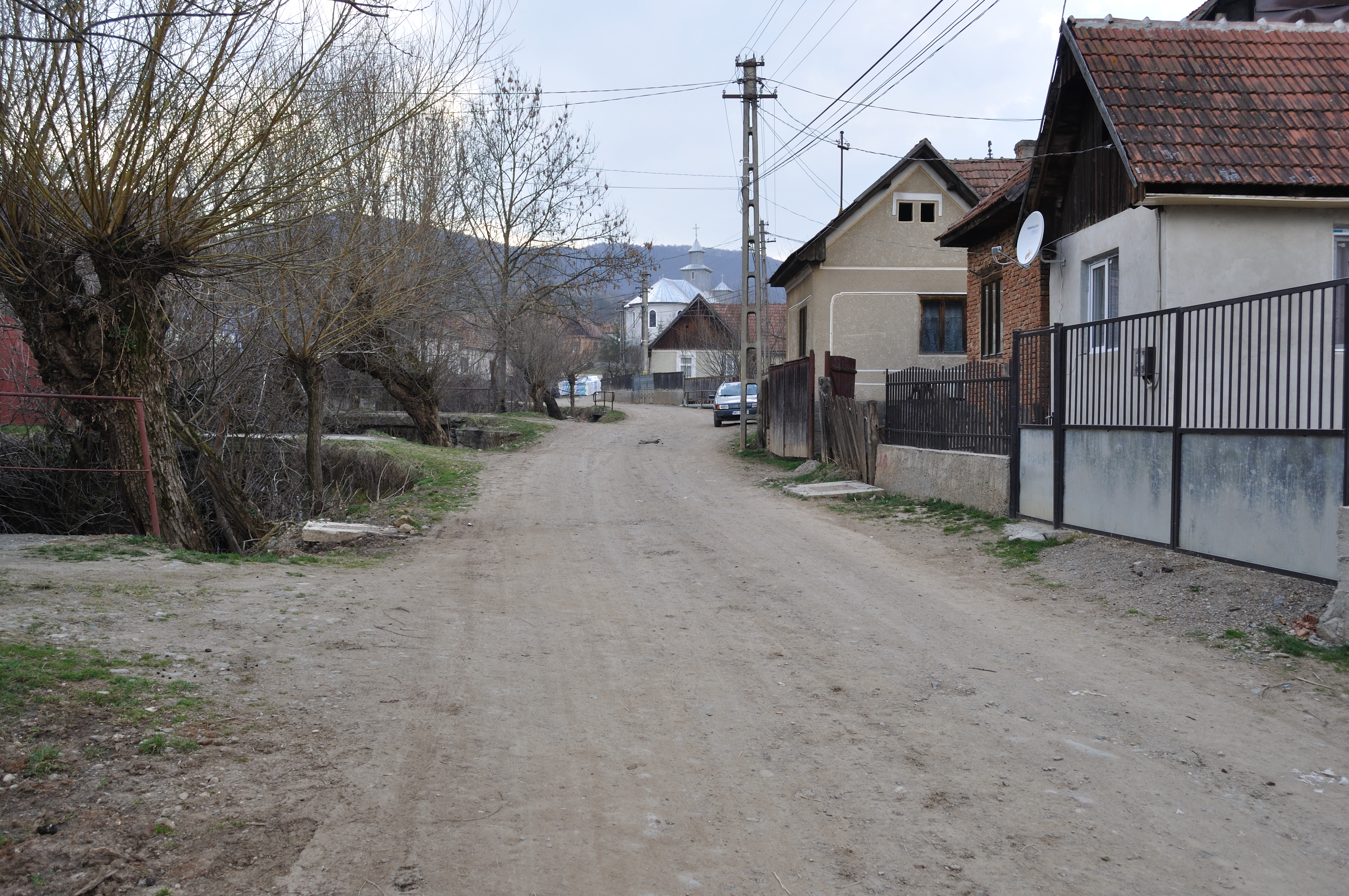
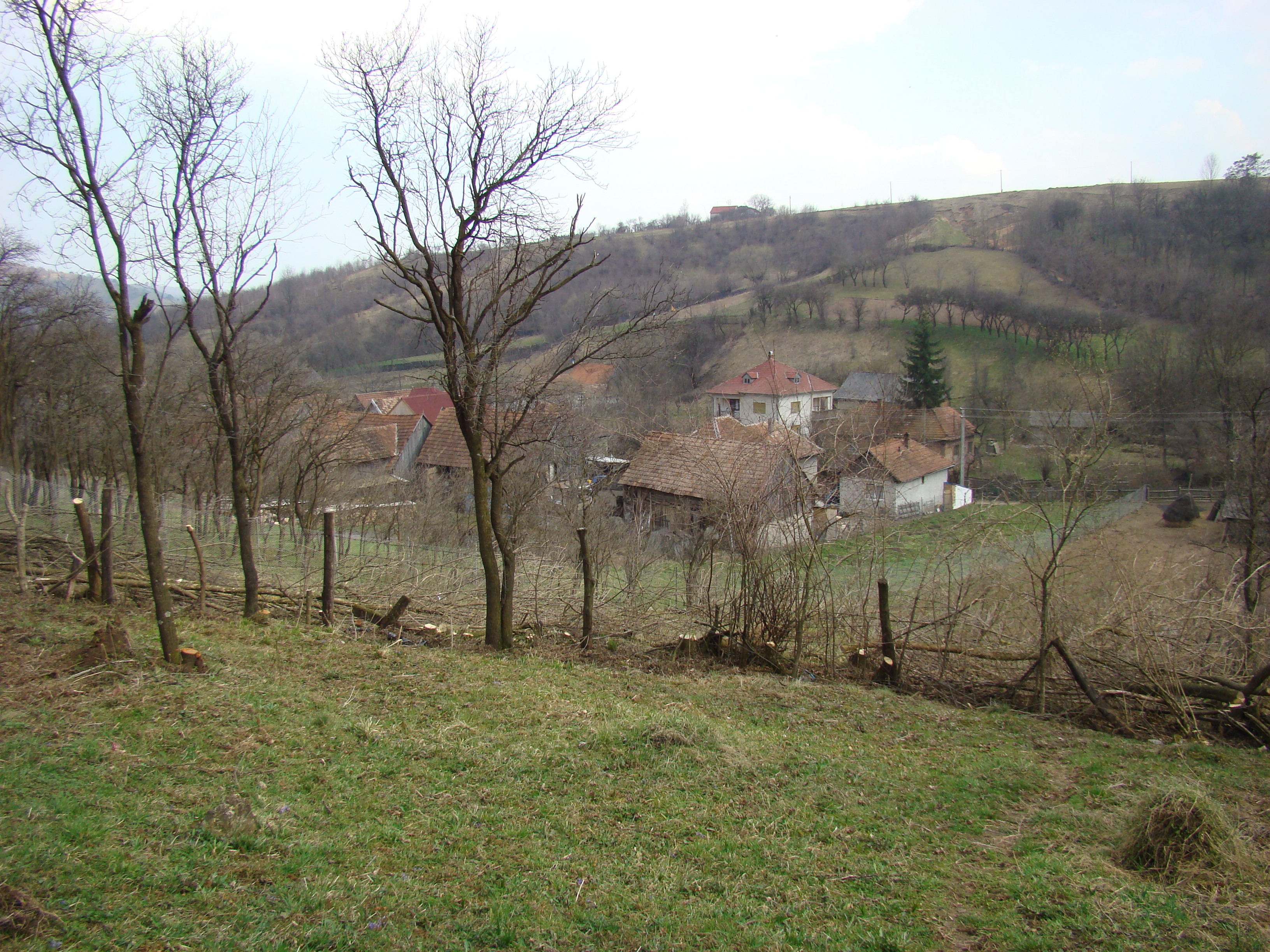
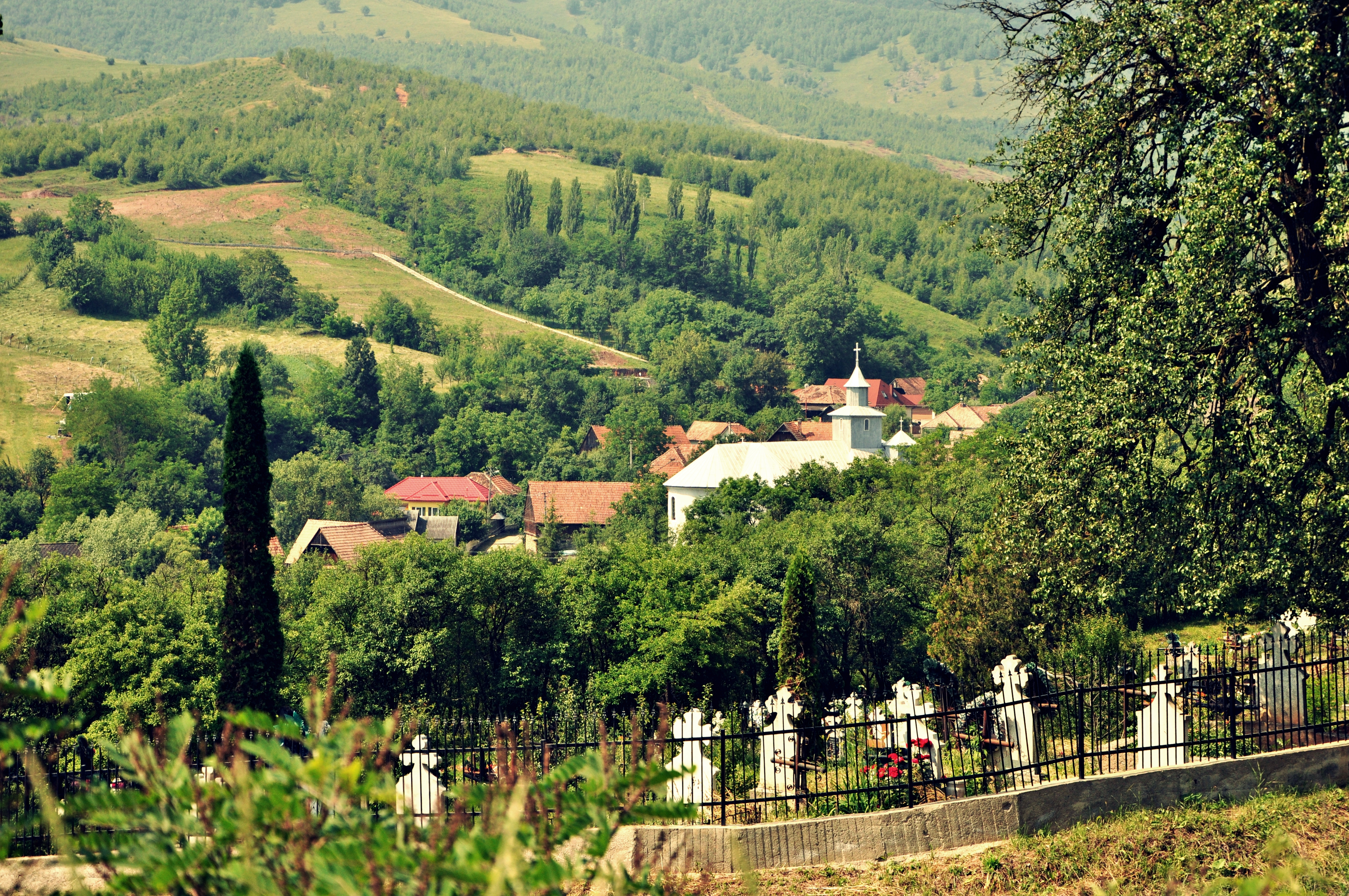
Agârbiciu
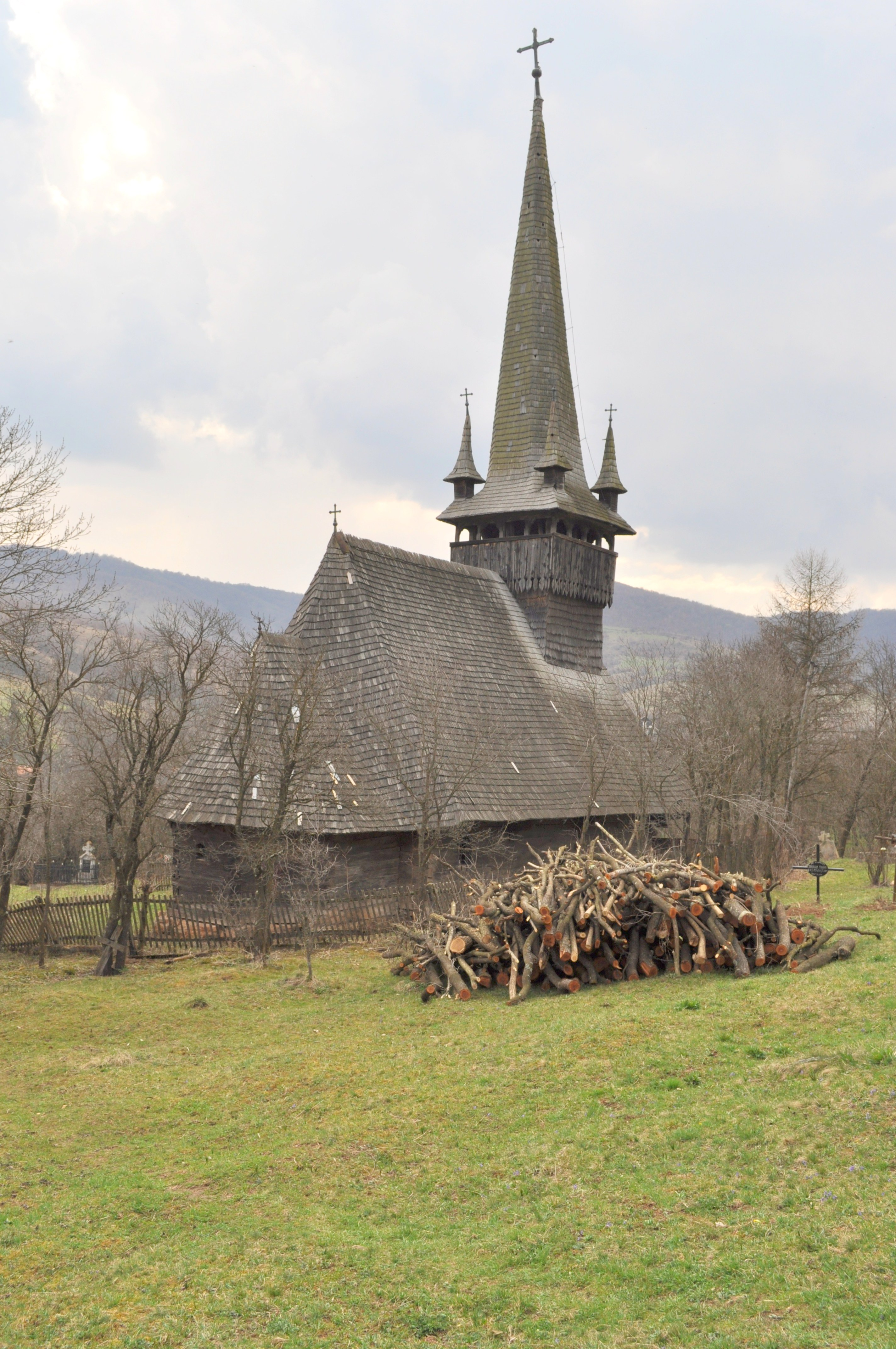
Biserica de lemn din Agârbiciu
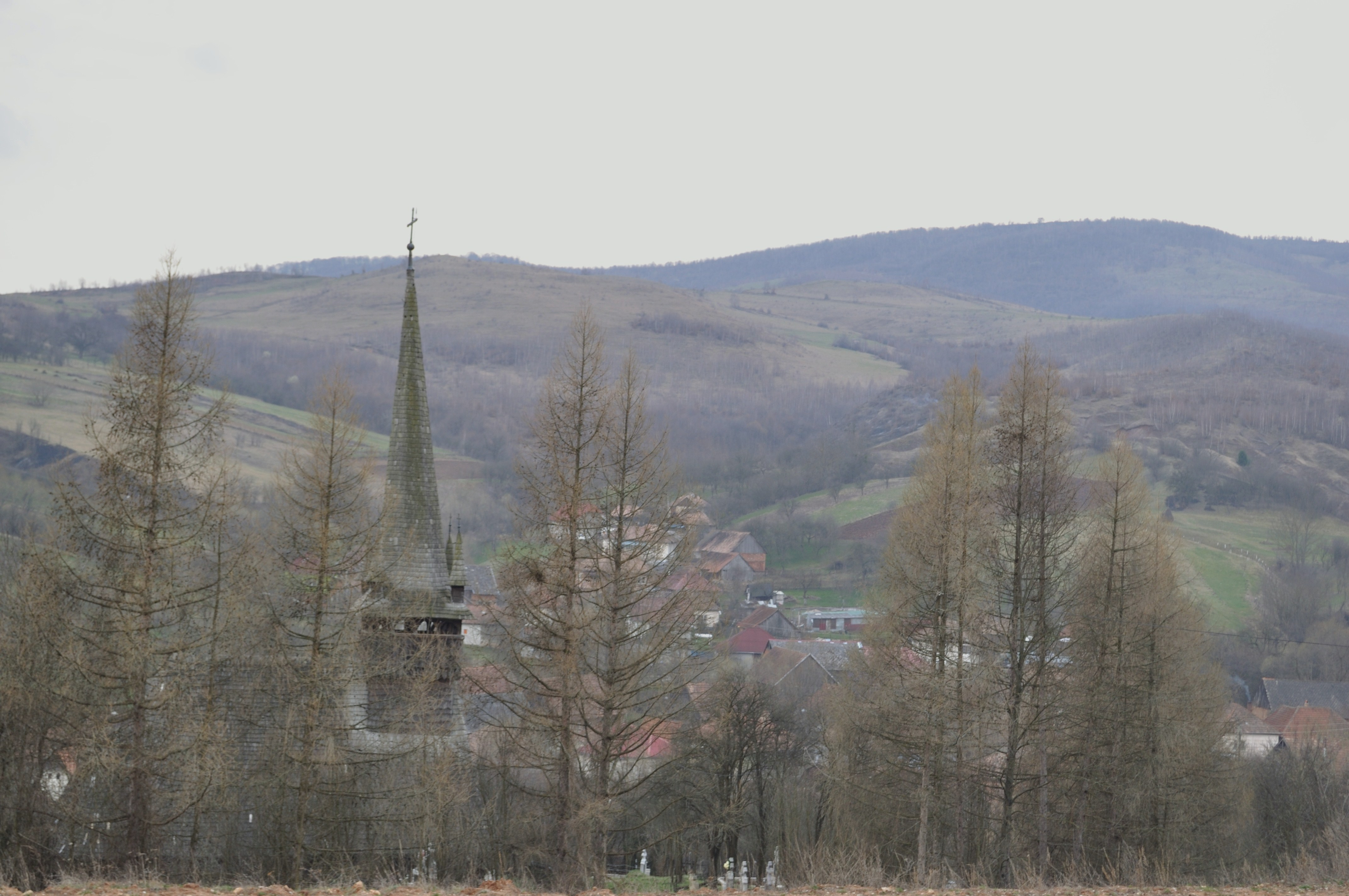
Biserica de lemn din Agârbiciu
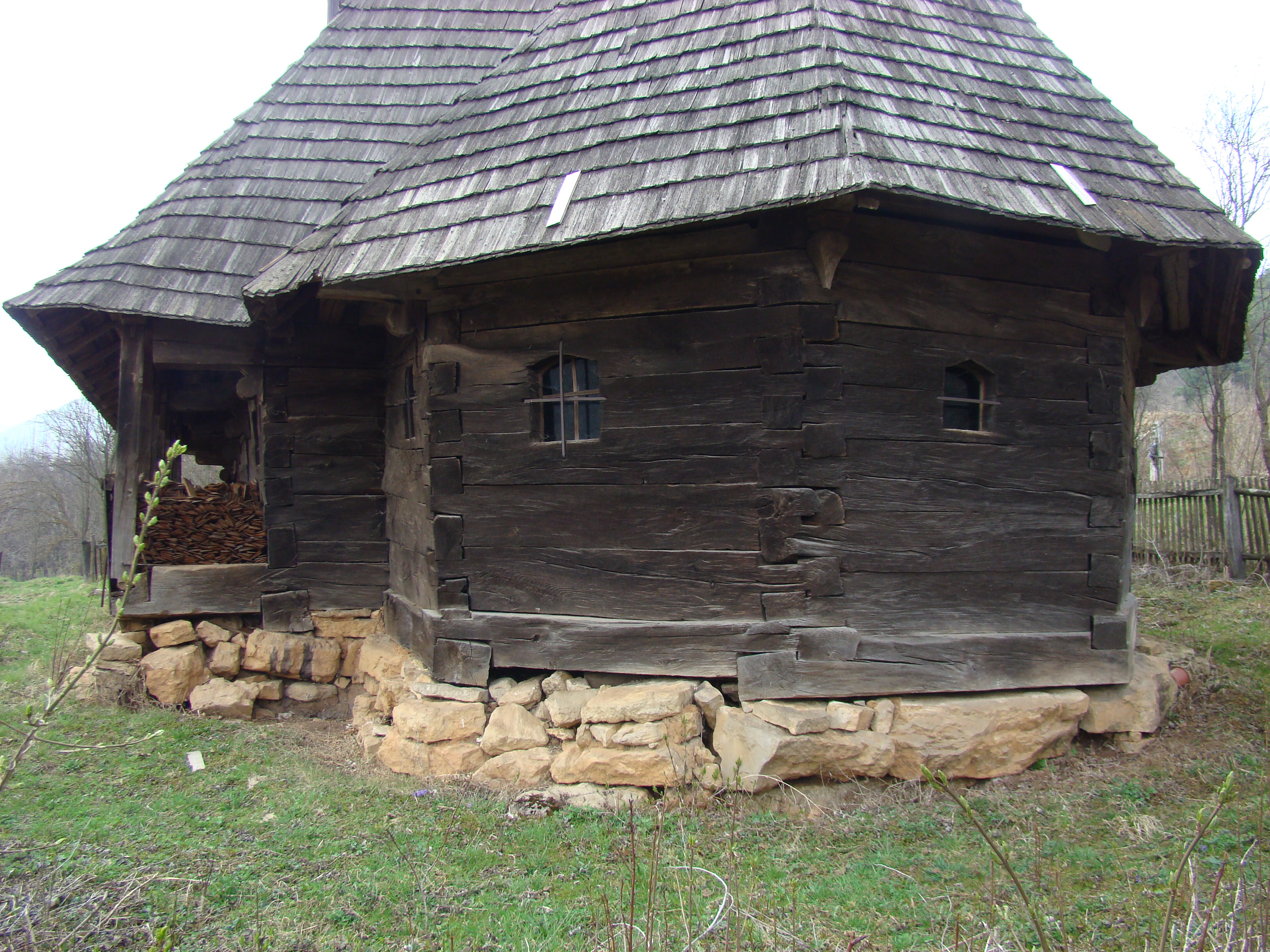
Biserica de lemn din Agârbiciu
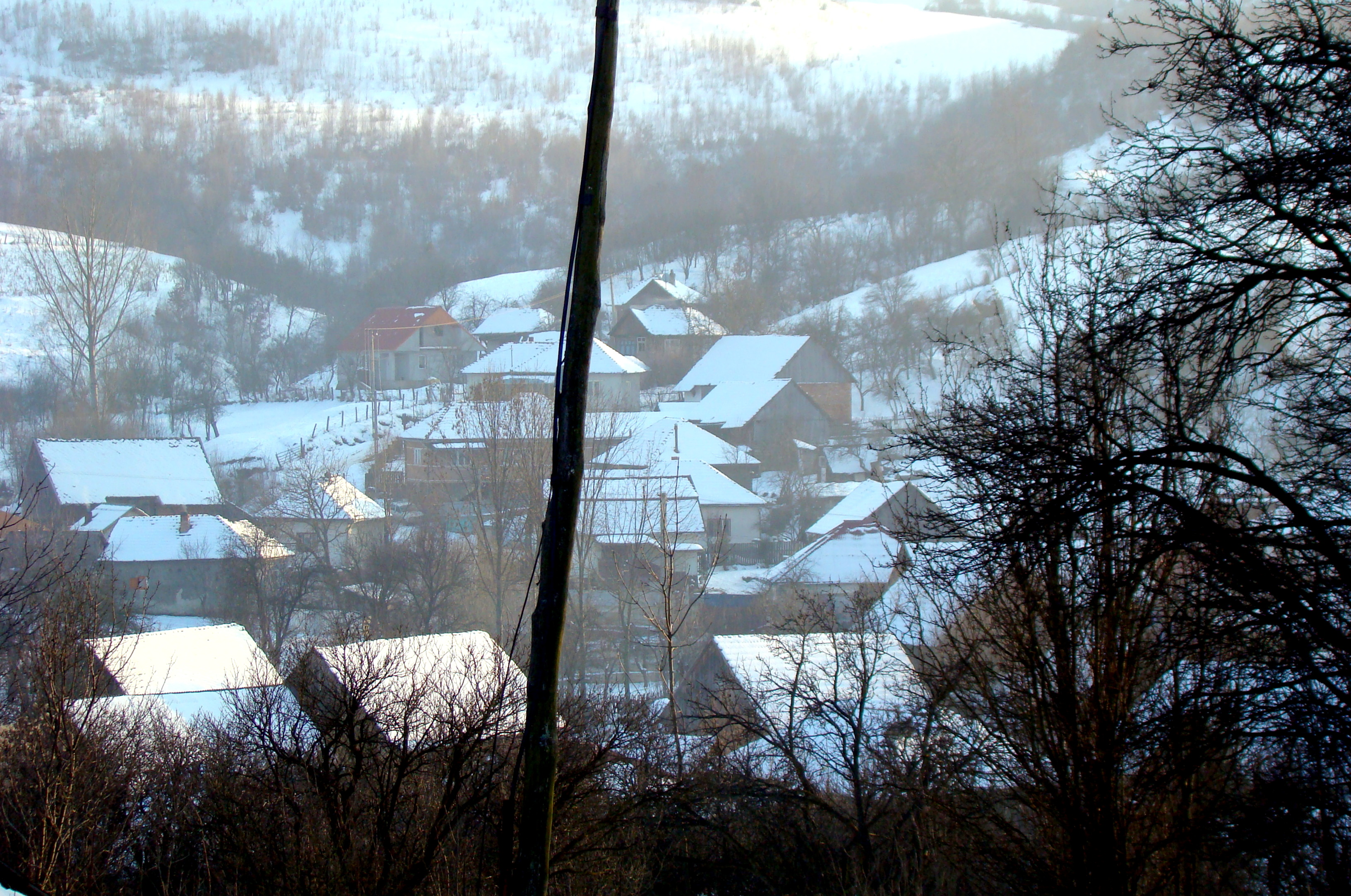
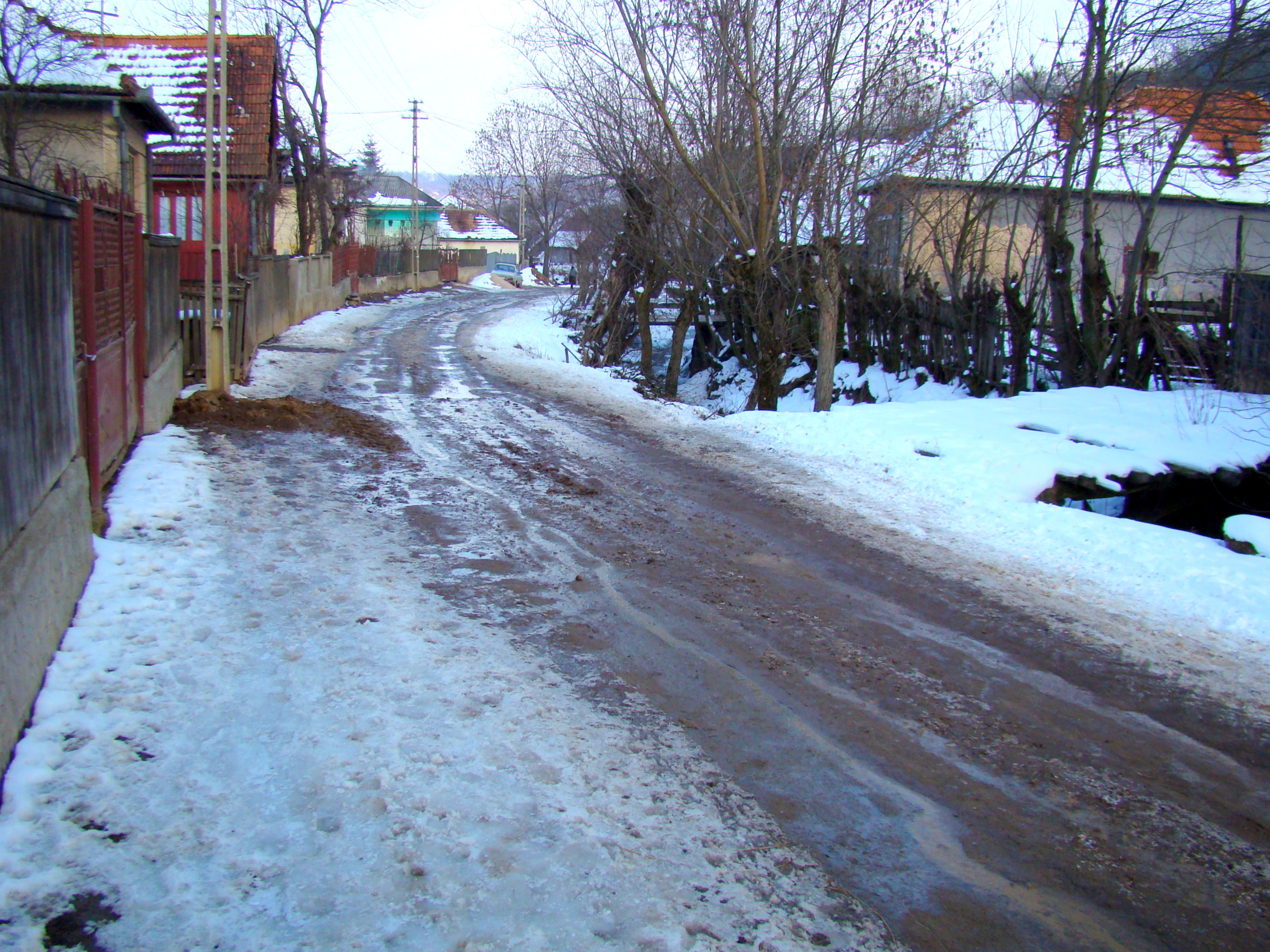
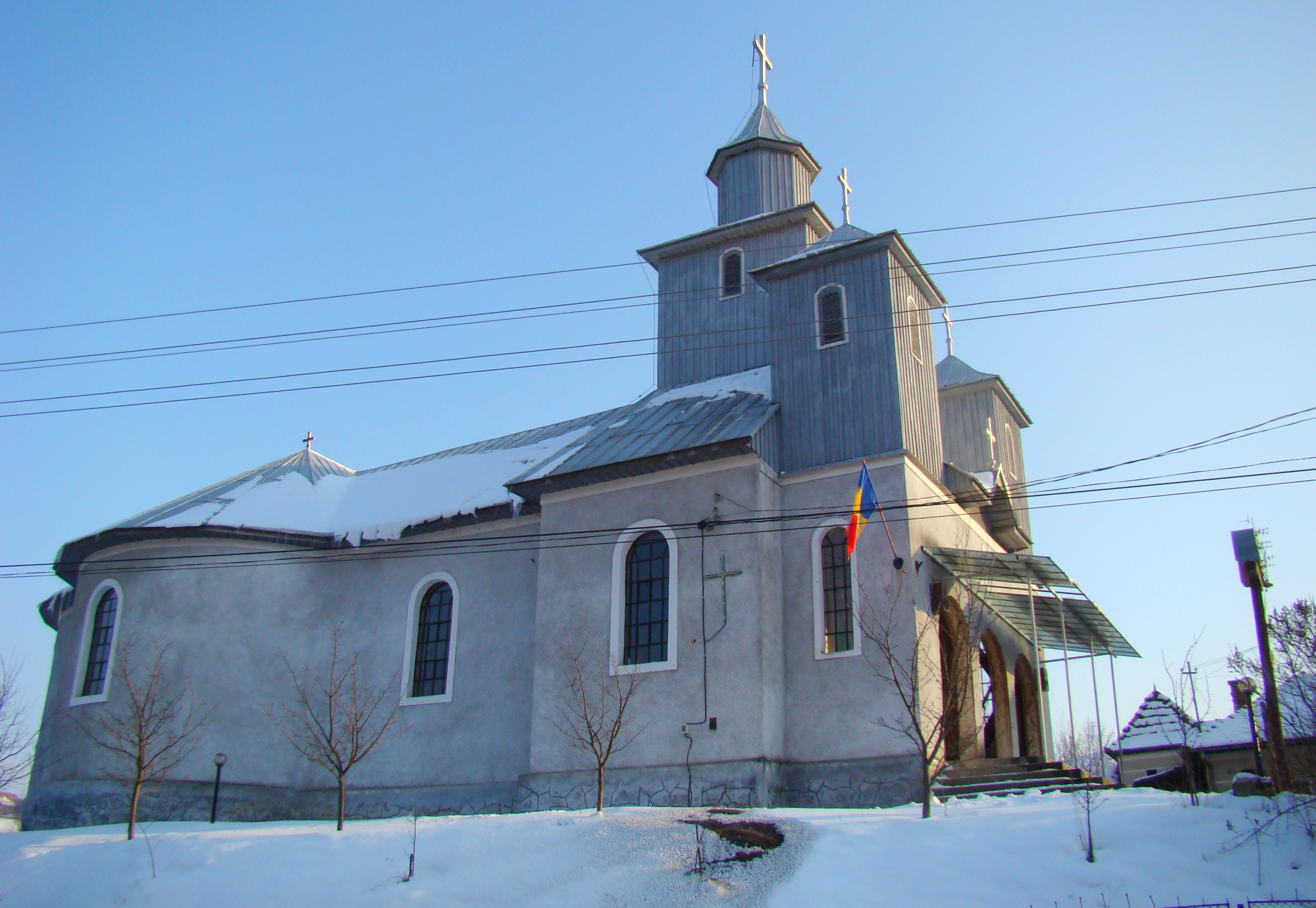
Biserica Nașterea Maicii Domnului din Agârbiciu
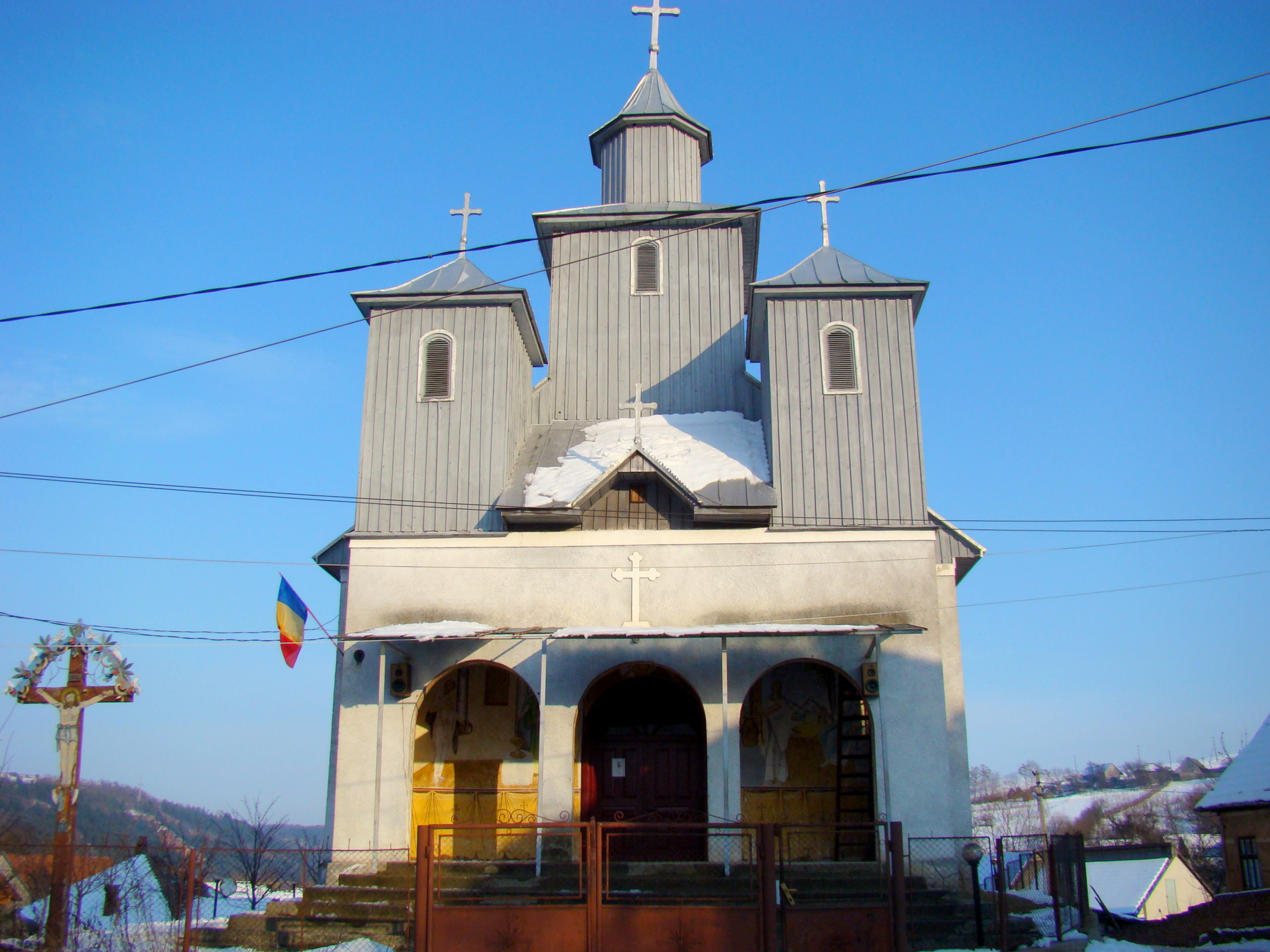
Biserica Nașterea Maicii Domnului din Agârbiciu

## Legături externe
Materiale media legate de Agârbiciu la Wikimedia Commons